# یواس‌ان‌اس میشن سانتا ینز (تی-ای‌او-۱۳۴)
یواس‌ان‌اس میشن سانتا ینز (تی-ای‌او-۱۳۴) (به انگلیسی: USNS Mission Santa Ynez (T-AO-134)) یک کشتی بود که طول آن ۵۲۴ فوت (۱۶۰ متر) بود. این کشتی در سال ۱۹۴۳ ساخته شد.